# 310 pr. n. št.

## Dogodki
- Rimljani porazijo Samnite in Etruščane.

## Rojstva
- Aristarh, grški astronom, matematik († okoli 230 pr. n. št.)
- Berosus, kaldejski duhovnik, astronom (približni datum) († okoli 240 pr. n. št.)
- Nikoteles, grški matematik (približni datum) († okoli 230 pr. n. št.)

## Smrti
- Heraklit Pontski, grški filozof, astronom (* okoli 385 pr. n. št.)